# Brighton (Tasmânia)
Brighton é uma cidade da Tasmânia, Austrália. Localizada no subúrbio de Hobart, da qual dista 27 quilômetros do seu centro.

## References
1. ↑  http://www.brighton.tas.gov.au
2. 1 2  http://www.brighton.tas.gov.au